# Траер (Айова)
Траер (англ. Traer) — місто (англ. city) в США, в окрузі Тама штату Айова. Населення — 1583 особи (2020).

## Географія
Траер розташований за координатами 42°11′27″ пн. ш. 92°27′51″ зх. д. / 42.19083° пн. ш. 92.46417° зх. д. (42.190735, -92.464160).  За даними Бюро перепису населення США в 2010 році місто мало площу 3,06 км², уся площа — суходіл.

## Демографія
Згідно з переписом 2010 року, у місті мешкали 1703 особи в 693 домогосподарствах у складі 458 родин. Густота населення становила 556 осіб/км².  Було 778 помешкань (254/км²).
Расовий склад населення:
| - 98,0 % — білих - 0,4 % — азіатів - 0,2 % — корінних американців - 0,2 % — чорних або афроамериканців - 0,1 % — вихідців з тихоокеанських островів |

До двох чи більше рас належало 1,1 %. Частка іспаномовних становила 0,8 % від усіх жителів.
За віковим діапазоном населення розподілялося таким чином: 23,7 % — особи молодші 18 років, 51,2 % — особи у віці 18—64 років, 25,1 % — особи у віці 65 років та старші. Медіана віку мешканця становила 43,5 року. На 100 осіб жіночої статі у місті припадало 90,9 чоловіків;  на 100 жінок у віці від 18 років та старших — 85,7 чоловіків також старших 18 років.
Середній дохід на одне домашнє господарство  становив 60 720 доларів США (медіана — 53 676), а середній дохід на одну сім'ю — 72 908 доларів (медіана — 66 375). Медіана доходів становила 51 295 доларів для чоловіків та 36 071 долар для жінок. За межею бідності перебувало 8,8 % осіб, у тому числі 12,9 % дітей у віці до 18 років та 6,8 % осіб у віці 65 років та старших.
Цивільне працевлаштоване населення становило 793 особи. Основні галузі зайнятості: освіта, охорона здоров'я та соціальна допомога — 28,9 %, виробництво — 20,1 %, роздрібна торгівля — 13,0 %, транспорт — 6,1 %.